# Nathalie Hibon
Nathalie Hibon (Meaux, 24 de abril de 1969) es una deportista francesa que compitió en tiro con arco, en la modalidad de arco recurvo.
Ganó una medalla de bronce en el Campeonato Mundial de Tiro con Arco al Aire Libre de 1987 y una medalla de plata en el Campeonato Europeo de Tiro con Arco en Sala de 1987.
Participó en dos Juegos Olímpicos de Verano, ocupando el octavo lugar en Seúl 1988 y el cuarto en Barcelona 1992, en la prueba de equipo.

## Palmarés internacional
| Campeonato Mundial al Aire Libre | Campeonato Mundial al Aire Libre | Campeonato Mundial al Aire Libre | Campeonato Mundial al Aire Libre |
| Año                              | Lugar                            | Medalla                          | Prueba                           |
| -------------------------------- | -------------------------------- | -------------------------------- | -------------------------------- |
| 1987                             | Adelaida (Australia)             | Medalla de bronce                | Equipo                           |
| Campeonato Europeo en Sala       |                                  |                                  |                                  |
| Año                              | Lugar                            | Medalla                          | Prueba                           |
| 1987                             | París (Francia)                  | Medalla de plata                 | Equipo                           |